# نظرية الحجم
في علم الرياضيات، تدرس نظرية الحجم خصائص الفضاءات الطوبولوجية المدعمة بالدوال الرياضية ذات القيمة {\displaystyle \mathbb {R} ^{k}}، بالنظر إلى تغير هذه الدوال. وبشكل علمي أكثر، يعد موضوع نظرية الحجم دراسة للبعد الوهمي الطبيعي بين أزواج الحجم.
ويمكن العثور على دراسة مسحية لنظرية الحجم في هذا المرجع
.

## التاريخ والتطبيقات
تتأصل بداية نظرية الحجم في مفهوم دالة الحجم الذي عرضه فروسيني. وقد تم استخدام دوال الحجم في بادئ الأمر كأداة رياضية لمقارنة الشكل في مرئيات الحاسوب وتمييز الأنماط.
وهناك امتداد لمفهوم دالة الحجم فيما يتعلق بالطبولوجيا الجبرية مشار إليه في هذا المرجع
,
حيث تم تقديم مجموعات هوموتوبيا الحجم، التي ترتبط بالبعد الوهمي الطبيعي بالنسبة لدوال {\displaystyle \mathbb {R} ^{k}} ذات القيم.
وتم تقديم امتداد لنظرية الهوموتوبيا (مدلل الحجم) في
.
ويرتبط كل من مجموعة هوموتوبيا الحجم ومدلل الحجم بشدة بمفهوم مجموعة التناظر الثابت
،
والتي تتم دراستها في التناظر الثابت. ومن الجدير أن نشير إلى أن دالة الحجم هي رتبة {\displaystyle 0} - لمجموعة التناظر الثابت، في حين أن العلاقة بين مجموعة التناظر الثابت
وبين مجموعة هوموتوبيا الحجم مشابهة لما هو موجود بين مجموعات التناظر ومجموعات الهوموتوبيا.
في نظرية الحجم، ينظر إلى دوال الحجم ومجموعات هوموتوبيا الحجم باعتبارها أدوات لحساب الحدود الدنيا للبعد الوهمي الطبيعي.
في الواقع، توجد رابطة تالية بين القيم المأخوذة من خلال دوال الحجم{\displaystyle \ell _{(N,\psi )}({\bar {x}},{\bar {y}})}, {\displaystyle \ell _{(M,\varphi )}({\tilde {x}},{\tilde {y}})} والبعد الوهمي الطبيعي
{\displaystyle d((M,\varphi ),(N,\psi ))} بين أزواج الحجم {\displaystyle (M,\varphi ),\ (N,\psi )}
,
{\displaystyle {\text{If }}\ell _{(N,\psi )}({\bar {x}},{\bar {y}})>\ell _{(M,\varphi )}({\tilde {x}},{\tilde {y}}){\text{ then }}d((M,\varphi ),(N,\psi ))\geq \min\{{\tilde {x}}-{\bar {x}},{\bar {y}}-{\tilde {y}}\}.}
وهناك نتيجة مشابهة لمجموعة هوموتوبيا الحجم.
أدت محاولة تعميم نظرية الحجم ومفهوم البعد الوهمي الطبيعي إلى وجود معايير مختلفة عن المعيار الجزئي الذي يؤدي إلى دراسة المعايير المختلفة الثابتة الأخرى لعملية إعادة وضع المعلمات.